# (36241) 1999 VM48
1999 VM48 (asteroide 36241) é um asteroide da cintura principal. Possui uma excentricidade de 0.11555080 e uma inclinação de 4.27326º.
Este asteroide foi descoberto no dia 3 de novembro de 1999 por LINEAR em Socorro.